# ليون شوستر (لاعب كرة قدم)
ليون شوستر (بالألمانية: Lion Schuster) هو لاعب كرة قدم نمساوي، ولد في 9 أغسطس 2000 في فيينا في النمسا. لعب مع رابيد فيينا.

## وصلات خارجية
- ليون شوستر على موقع قاعدة بيانات كرة القدم.إي يو (الإنجليزية)
- ليون شوستر على موقع Soccerway.com (الإنجليزية)
- ليون شوستر على موقع عالم كرة القدم.نت (الإنجليزية)